# Jacques Bergerac
Jacques Bergerac (Biarritz, 26 de maio de 1927 – Anglet, 15 de junho de 2014) foi um ator francês que, mais tarde, tornou-se executivo da Revlon, e conhecido por ter sido marido da estrela hollywoodiana Ginger Rogers.

## Biografia
Bergerac estudava direito quando, aos vinte e cinco anos, iniciou a carreira cinematográfica descoberto por um agente da Metro-Goldwyn-Mayer em França; em 1953 se casou com Ginger Rogers, o que lhe abriu as portas do cinema estadunidense; a união durou até 1957, quando se divorciaram. Em 1955, com o casamento em crise, o casal passou o carnaval no Brasil, ocasião em que Bergerac teria sido infiel à esposa.
Em 1959 casou-se novamente, com Dorothy Malone, com quem teve duas filhas; divorciaram-se em 1964. Na década de 1960 encerrou sua carreira cinematográfica e, de volta à França, foi executivo de empresas de cosméticos, como Revlon France e Parfums Balmain; em 1980 e 1981 dirigiu o time de rúgbi, Biarritz Olympique.

## Filmografia parcial
- Twist of Fate (1954) (also known as Beautiful Stranger) (dirigido por David Miller)
- Marie-Antoinette reine de France (1956) (dirigido por Jean Delannoy)
- Les Girls (1957) (dirigido por George Cukor)
- Gigi (1958) as Sandomir (dirigido por Vincente Minnelli)
- Thunder in the Sun (1959) (dirigido por Russell Rouse)
- The Hypnotic Eye (1960)
- The Fury of Achilles (1962)
- A Global Affair (1964)
- The Unkissed Bride (1966)
- Special Mission Lady Chaplin (1966)